# Salba (As-Sukajlabijja)
Salba (arab. صلبا) – wieś w Syrii, w muhafazie Hama. W 2004 roku liczyła 695 mieszkańców.